# Налог на игорный бизнес (Россия)
Налог на игорный бизнес в России — региональный налог с организаций, осуществляющих предпринимательскую деятельность в сфере игорного бизнеса. А именно — с организаций, имеющих игровые столы, игровые автоматы, центр приема ставок тотализатора, пункт приема ставок, процессинговый букмекерской конторы, пункт приема ставок букмекерской конторы.
Налоговая база определяется отдельно как общее количество соответствующих объектов налогообложения.
В настоящее время в России 5 игровых зон — это «Приморье» — курортная зона Уссурийского залива (Приморский край); «Сибирская монета» — Алтайский район Алтайского края; «Янтарная» — окрестности поселка Янтарный Калининградской области;
«Красная поляна» — город-курорт Сочи Краснодарского края; «Золотой берег» — территория республики Крым. При этом в настоящее время (2022 г.) еще не построенная игорная зона, расположенная на территории Крыма.
Законом Краснодарского края установлены следующие налоговые ставки:
- за один игровой стол — от 25000 до 125000 рублей;
- за один игровой автомат — от 1500 до 7500 рублей;
- за одну кассу тотализатора или одну кассу букмекерской конторы — от 25000 до 125000 рублей.

В случае, если ставки налогов не установлены законами субъектов, они применяются минимальные ставки, установленные НК РФ. Главой 29 налогового кодекса регламентируется порядок исчисления и уплаты налога, устанавливаются сроки для уплаты налога и ответственность за их нарушение. Так, каждый объект налогообложения подлежит регистрации в налоговом органе по месту установки этого объекта налогообложения не позднее, чем за два рабочих дня до даты установки каждого объекта налогообложения. Регистрация производится налоговым органом на основании заявления налогоплательщика о регистрации объекта налогообложения с обязательной выдачей соответствующего свидетельства. Форма указанного заявления и форма указанного свидетельства утверждаются министерством финансов.
Налоговым периодом признается календарный месяц. Сумма налога исчисляется налогоплательщиком самостоятельно как произведение налоговой базы, установленной по каждому объекту налогообложения, и ставки налога, установленной для каждого объекта налогообложения.
Для игровых столов существует одна особенность: в случае, если один игровой стол имеет более одного игрового поля, ставка налога по указанному игровому столу увеличивается кратно количеству игровых полей.